# Selección de fútbol sub-20 de Honduras
La selección de fútbol sub-20 de Honduras es el equipo representativo del país en las competiciones oficiales de fútbol de la categoría Sub-20. Su organización está a cargo de la Federación Nacional Autónoma de Fútbol de Honduras, la cual está afiliada a la Concacaf.
El equipo ha participado en 7 ediciones de la copa del mundo de la categoría. Su mejor participación fue en la edición de 1977 donde logró dos victorias y una derrota, posicionándose en el segundo lugar de su grupo; sin embargo, no pudo avanzar de la fase de grupos. La selección de Honduras tiene el anti récord de haber recibido la máxima goleada en la historia de esta competición, luego de perder 12 a 0 contra la selección de Noruega en la edición de 2019.

## Estadísticas

### Copa Mundial de Fútbol Sub-20
| Año                  | PJ              | PG              | PE              | PP              | GF              | GC              | DIF.            | PTS             | Ronda           |
| -------------------- | --------------- | --------------- | --------------- | --------------- | --------------- | --------------- | --------------- | --------------- | --------------- |
| Túnez 1977           | 3               | 2               | 0               | 1               | 3               | 1               | +2              | 4               | Fase de grupos  |
| Japón 1979           | No clasificó    | No clasificó    | No clasificó    | No clasificó    | No clasificó    | No clasificó    | No clasificó    | No clasificó    | No clasificó    |
| Australia 1981       | No clasificó    | No clasificó    | No clasificó    | No clasificó    | No clasificó    | No clasificó    | No clasificó    | No clasificó    | No clasificó    |
| México 1983          | No clasificó    | No clasificó    | No clasificó    | No clasificó    | No clasificó    | No clasificó    | No clasificó    | No clasificó    | No clasificó    |
| Unión Soviética 1985 | No clasificó    | No clasificó    | No clasificó    | No clasificó    | No clasificó    | No clasificó    | No clasificó    | No clasificó    | No clasificó    |
| Chile 1987           | No clasificó    | No clasificó    | No clasificó    | No clasificó    | No clasificó    | No clasificó    | No clasificó    | No clasificó    | No clasificó    |
| Arabia Saudita 1989  | No clasificó    | No clasificó    | No clasificó    | No clasificó    | No clasificó    | No clasificó    | No clasificó    | No clasificó    | No clasificó    |
| Portugal 1991        | No clasificó    | No clasificó    | No clasificó    | No clasificó    | No clasificó    | No clasificó    | No clasificó    | No clasificó    | No clasificó    |
| Australia 1993       | No clasificó    | No clasificó    | No clasificó    | No clasificó    | No clasificó    | No clasificó    | No clasificó    | No clasificó    | No clasificó    |
| Catar 1995           | 3               | 0               | 0               | 3               | 5               | 14              | –9              | 0               | Fase de grupos  |
| Malasia 1997         | No clasificó    | No clasificó    | No clasificó    | No clasificó    | No clasificó    | No clasificó    | No clasificó    | No clasificó    | No clasificó    |
| Nigeria 1999         | 3               | 0               | 0               | 3               | 4               | 10              | –6              | 0               | Fase de grupos  |
| Argentina 2001       | No clasificó    | No clasificó    | No clasificó    | No clasificó    | No clasificó    | No clasificó    | No clasificó    | No clasificó    | No clasificó    |
| E.A.U. 2003          | No clasificó    | No clasificó    | No clasificó    | No clasificó    | No clasificó    | No clasificó    | No clasificó    | No clasificó    | No clasificó    |
| Países Bajos 2005    | 3               | 0               | 0               | 3               | 0               | 15              | –15             | 0               | Fase de grupos  |
| Canadá 2007          | No se clasificó | No se clasificó | No se clasificó | No se clasificó | No se clasificó | No se clasificó | No se clasificó | No se clasificó | No se clasificó |
| Egipto 2009          | 3               | 1               | 0               | 2               | 3               | 3               | 0               | 3               | Fase de grupos  |
| Colombia 2011        | No clasificó    | No clasificó    | No clasificó    | No clasificó    | No clasificó    | No clasificó    | No clasificó    | No clasificó    | No clasificó    |
| Turquía 2013         | No clasificó    | No clasificó    | No clasificó    | No clasificó    | No clasificó    | No clasificó    | No clasificó    | No clasificó    | No clasificó    |
| Nueva Zelanda 2015   | 3               | 1               | 0               | 2               | 5               | 11              | –6              | 3               | Fase de grupos  |
| Corea del Sur 2017   | 3               | 1               | 0               | 2               | 3               | 6               | –3              | 3               | Fase de grupos  |
| Polonia 2019         | 3               | 0               | 0               | 3               | 0               | 19              | –19             | 0               | Fase de grupos  |
| Argentina 2023       | 3               | 0               | 1               | 2               | 4               | 7               | –3              | 1               | Fase de grupos  |
| Chile 2025           | No clasificó    | No clasificó    | No clasificó    | No clasificó    | No clasificó    | No clasificó    | No clasificó    | No clasificó    | No clasificó    |
| Total                | 27              | 5               | 1               | 21              | 27              | 86              | –59             | 14              | 9/24            |

### Campeonato Sub-20 de la Concacaf
| Año                                | PJ           | PG           | PE           | PP           | GF           | GC           | DIF.         | PTS          | Ronda                |
| ---------------------------------- | ------------ | ------------ | ------------ | ------------ | ------------ | ------------ | ------------ | ------------ | -------------------- |
| Panamá 1962                        | 3            | 1            | 1            | 1            | 3            | 4            | –1           | 3            | Fase de grupos       |
| Guatemala 1964                     | 6            | 2            | 1            | 3            | 9            | 7            | +2           | 5            | Subcampeón           |
| de Cuba 1970 a Canadá 1974         | No clasificó | No clasificó | No clasificó | No clasificó | No clasificó | No clasificó | No clasificó | No clasificó | No clasificó         |
| Puerto Rico 1976                   | 8            | 7            | 1            | 0            | 24           | 3            | +21          | 15           | Subcampeón           |
| Honduras 1978                      | 7            | 6            | 0            | 1            | 14           | 3            | +11          | 12           | Tercer Lugar         |
| Estados Unidos 1980                | 5            | 3            | 2            | 0            | 12           | 2            | +10          | 8            | Tercer Lugar         |
| Guatemala 1982                     | 7            | 6            | 1            | 0            | 13           | 4            | +9           | 13           | Campeón              |
| Trinidad y Tobago 1984             | 6            | 4            | 0            | 2            | 8            | 8            | 0            | 8            | Segunda Ronda        |
| Trinidad y Tobago 1986             | No clasificó | No clasificó | No clasificó | No clasificó | No clasificó | No clasificó | No clasificó | No clasificó | No clasificó         |
| Guatemala 1988                     | 2            | 0            | 0            | 2            | 2            | 5            | –3           | 0            | Ronda Clasificatoria |
| Guatemala 1990                     | 2            | 1            | 0            | 1            | 3            | 4            | –1           | 2            | Fase de grupos       |
| Canadá 1992                        | 6            | 2            | 2            | 2            | 6            | 6            | 0            | 6            | Cuarto Lugar         |
| Honduras 1994                      | 6            | 6            | 0            | 0            | 18           | 6            | +12          | 18           | Campeón              |
| México 1996                        | 3            | 1            | 1            | 1            | 3            | 1            | +2           | 4            | Fase de grupos       |
| Guatemala - Trinidad y Tobago 1998 | 5            | 3            | 1            | 1            | 10           | 6            | +4           | 10           | 2.º Grupo A          |
| Canadá - Trinidad y Tobago 2001    | 7            | 2            | 0            | 5            | 4            | 9            | –5           | 6            | 4.º Grupo B          |
| Panamá - Estados Unidos 2003       | 4            | 2            | 0            | 2            | 10           | 5            | +5           | 6            | Ronda Clasificatoria |
| Honduras - Estados Unidos 2005     | 3            | 2            | 0            | 1            | 6            | 3            | +3           | 6            | 2.º Grupo B          |
| Panamá - México 2007               | 2            | 1            | 1            | 0            | 6            | 5            | +1           | 4            | Ronda Clasificatoria |
| Trinidad y Tobago 2009             | 10           | 6            | 3            | 1            | 26           | 9            | +19          | 15           | Tercer Lugar         |
| Guatemala 2011                     | 5            | 4            | 0            | 1            | 12           | 4            | +8           | 12           | Cuartos de final     |
| México 2013                        | 2            | 0            | 1            | 1            | 0            | 1            | –1           | 1            | Ronda Clasificatoria |
| Jamaica 2015                       | 6            | 4            | 1            | 1            | 13           | 10           | +3           | 13           | Cuarto Lugar         |
| Costa Rica 2017                    | 6            | 4            | 1            | 1            | 9            | 3            | +6           | 13           | Subcampeón           |
| Estados Unidos 2018                | 7            | 5            | 1            | 1            | 31           | 7            | +24          | 16           | Cuarto Lugar         |
| Honduras 2022                      | 6            | 5            | 0            | 1            | 15           | 5            | +10          | 15           | Tercer Lugar         |
| México 2024                        | 4            | 2            | 2            | 0            | 12           | 6            | +6           | 8            | Cuartos de final     |
| Totales                            | 128          | 79           | 20           | 29           | 267          | 126          | +141         | 219          | —                    |

## Últimos y próximos encuentros
A continuación se detallan los últimos partidos jugados por la selección.
- Actualizado al 31 de julio de 2024.

| Fecha      | Ciudad      | Local      | Resultado      | Visitante       | Competición              |
| ---------- | ----------- | ---------- | -------------- | --------------- | ------------------------ |
| 19-01-2024 | Tegucigalpa | Honduras   | 4:0            | Nicaragua       | Torneo Uncaf Sub-20 2024 |
| 21-01-2024 | Tegucigalpa | Honduras   | 4:0            | El Salvador     | Torneo Uncaf Sub-20 2024 |
| 23-01-2024 | Tegucigalpa | Honduras   | 0:1            | Panamá          | Torneo Uncaf Sub-20 2024 |
| 25-01-2024 | Tegucigalpa | Honduras   | 3:2            | Costa Rica      | Torneo Uncaf Sub-20 2024 |
| 21-03-2024 | Toluca      | México     | 6:0            | Honduras        | Partido amistoso         |
| 23-03-2024 | Toluca      | Costa Rica | 1:0            | Honduras        | Partido amistoso         |
| 06-07-2024 | Yumbo       | Colombia   | 3:2            | Honduras        | Partido amistoso         |
| 20-07-2024 | Irapuato    | Canadá     | 2:2            | Honduras        | Campeonato Sub-20 2024   |
| 23-07-2024 | Irapuato    | Honduras   | 4:1            | El Salvador     | Campeonato Sub-20 2024   |
| 26-07-2024 | Irapuato    | Honduras   | 5:2            | Rep. Dominicana | Campeonato Sub-20 2024   |
| 31-07-2024 | Irapuato    | Honduras   | 1:1 (3:5 pen.) | Cuba            | Campeonato Sub-20 2024   |

## Jugadores

### Última convocatoria
- Lista de jugadores convocados para disputar el Campeonato Sub-20 de la Concacaf de 2024 del 19 de julio al 4 de agosto de 2024 en México
- Datos actualizados al: 17 de julio de 2024

| N.º                 | Nombre                  | Posición      | Edad    | PJ | Goles | Club                         |  |
| ------------------- | ----------------------- | ------------- | ------- | -- | ----- | ---------------------------- |  |
|                     |                         |               |         |    |       |                              |  |
| 1                   | Rodbin Mejía            | Portero       | 18 años | 0  | 0     | C. D. Olimpia                |  |
| '                   | Eliezer Fuentes         | Portero       | 17 años | 0  | 0     | Dallas Academy               |  |
| '                   | Daniel Paguada          | Portero       | 19 años | 0  | 0     | F. C. Motagua Reservas       |  |
| '                   | Cristofer Cubas         | Defensa       | 20 años | 0  | 0     | Olancho F. C.                |  |
| '                   | Jeffrey Ramos           | Defensa       | 18 años | 0  | 0     | C. D. Real Sociedad Reservas |  |
| 4                   | Anfronit Tatum          | Defensa       | 20 años | 6  | 1     | Real. C. D. España           |  |
| '                   | David Herrera           | Defensa       | 19 años | 0  | 0     | C. D. Olimpia Reservas       |  |
| '                   | Jefry Martínez          | Defensa       | 19 años | 0  | 0     | C. D. Social Sol             |  |
| '                   | Huber Lagos             | Mediocampista | 20 años | 0  | 0     | Academia AFFI                |  |
| '                   | Nixon Cruz              | Mediocampista | 18 años | 0  | 0     | C. D. Honduras Progreso      |  |
| '                   | Daylor Cacho            | Mediocampista | 18 años | 0  | 0     | Real C. D. España            |  |
| '                   | Jordan García           | Mediocampista | 19 años | 0  | 0     | F. C. Motagua Reservas       |  |
| '                   | Justin Ponce            | Mediocampista | 19 años | 0  | 0     | C. D. Lobos UPNFM            |  |
| '                   | Jeferson Castillo       | Mediocampista | 20 años | 0  | 0     | C. D. Olimpia Reservas       |  |
| '                   | Roberto Osorto          | Mediocampista | 19 años | 0  | 0     | Real C. D. España            |  |
| '                   | Didier Paguada          | Mediocampista | 20 años | 0  | 0     | C. D. Olimpia                |  |
| '                   | Babington López         | Mediocampista | 20 años | 0  | 0     | C. D. Lobos UPNFM            |  |
| '                   | Jonathan Bueso          | Mediocampista | 18 años | 0  | 0     | C. D. Marathón               |  |
| '                   | Ángel Gabriel Villatoro | Delantero     | 19 años | 0  | 0     | Olancho F. C.                |  |
| '                   | Dereck Moncada          | Delantero     | 17 años | 0  | 0     | C. D. Olimpia                |  |
| '                   | Mathías Vázquez         | Delantero     | 18 años | 0  | 0     | F. C. Motagua Reservas       |  |
| Bandera de Honduras | Emilson Soto            | Entrenador    | 60 años | 7  | 13    |                              |  |

## Entrenadores
| - José Santos García (1956) - Mario Griffin Cubas (1958-1962) - Hermes Bertrand Anduray (1964) - Rodolfo Godoy (1976-1977) - Ángel Rodríguez (1978) - Carlos Cruz Carranza (1980) - Néstor Matamala (1982) - Mario Griffin Cubas (1984) - Carlos Suazo (1988) - Jorge Emilio Cabrera (1990) - Dennis Marlon Allen (1991) - José Raúl Ortiz (1992) - Luis Pablo Paz Camargo (1994-1995) - Carlos Cruz Carranza (1996) - Rubén Guifarro (1998-1999) - José de la Paz Herrera (1999) - Marco Antonio Calderón (2000) | - Hernán García Martínez (2001) - Óscar Salgado (2002) - Rubén Guifarro (2004-2006) - Miguel Escalante (2007-2008) - Emilio Umanzor (2008-2009) - Javier Padilla (2010-2014) - Jorge Jiménez Espinal (2014-2015) - Carlos Tábora (2016-2017) - Arnold Cruz (2019) - Reynaldo Tilguath (2020-2021) - Luis Alvarado (2021-2023) - Emilson Soto (2024-Act.) |

## Palmarés
Campeonato Sub-20 de la Concacaf (2): 1982, 1994.
Juegos Centroamericanos y del Caribe:
- Medalla de bronce (2): 2018 y 2023.

Juegos Deportivos Centroamericanos:
- Medalla de oro (1): 2013